# Autostrada A811 (Franța)
Autostrada A811, sau A811, este o scurtă autostradă franceză cunoscută sub numele de Pénétrante Est de Nantes.
Este administrată de DIR Ouest, iar utilizarea sa este gratuită.
Acest tronson, numit temporar C11, a asigurat timp de câțiva ani continuitatea autostrăzii A11 venind dinspre Angers și Paris.

## Istoric

### Declarație de utilitate publică
- 01.04.1969: Tronsonul Sainte-Luce-sur-Loire - Porte d'Anjou (M723 - RN844)[1], (declarație prelungită la 29.03.1974[2] și 07.04.1977[3]).
- 07.01.1977: Tronsonul Carquefou - Sainte-Luce-sur-Loire (A11 - M723)[4].
- 26.04.2000: Reamenajarea nodului rutier de la Porte d'Anjou (RN844)[5].

### Punere în funcțiune
- 04.09.1972: Deschiderea tronsonului Sainte-Luce-sur-Loire - Porte d'Anjou (M723 - RN844), cu o singură cale de circulație (3 benzi, pentru un singur sens).
- 23.12.1980: Deschiderea tronsonului Carquefou - Sainte-Luce-sur-Loire (A11 - M723).
- 1984: Realizarea nodului rutier A811 - RN844 (ieșirea 43), bretelele de legătură către sud.
- 1986: Realizarea nodului rutier A811 - RN844 (ieșirea 43), bretelele de legătură către nord.
- 1992: Deschiderea nodului Sainte-Luce-centre (ieșirea 24).
- 10.2001: Finalizarea tronsonului Sainte-Luce-sur-Loire - Porte d'Anjou (M723 - RN844), prin adăugarea celei de-a doua căi de circulație (pentru sensul opus).
- 2008: Reamenajarea nodului rutier A811 - RN844 (ieșirea 43).

## Traseu
| De la A11 până la RN844: secțiune gratuită, neconcesionată, administrată de DIR Ouest. | |           |
| A11 E60                                                                                | |           |
| 22b                                                                                    | Nod rutier între A11 și A811: Nantes-nord, Angers, Paris.                                          | A11 E60   |
| A811                                                                                   | |           |
| 22a - Carquefou                                                                        | Orașe deservite: Carquefou, Nort-sur-Erdre, Châteaubriant (nod rutier parțial).                    | M178      |
| 23/23a/23b - Sainte-Luce-Nord                                                          | Orașe deservite: Sainte-Luce-sur-Loire-nord, Nantes-est, Ancenis, Angers.                          | M723      |
| 24 - Sainte-Luce-centre                                                                | Orașe deservite: Sainte-Luce-sur-Loire-centru, Thouaré-sur-Loire.                                  |           |
| Intersecție                                                                            | Nod rutier între RN844 și A811: Cholet, Poitiers, La Roche-sur-Yon, Bordeaux (nod rutier parțial). | RN844 E62 |
| A811                                                                                   | |           |
| RN844 E62                                                                              | Nantes-Est, Nantes-centre                                                                          |           |